# Príncipe de Gales (estación)
Príncipe de Gales es una estación ferroviaria que forma parte de la línea 4 de la red del Metro de Santiago de Chile. Se encuentra subterránea entre las estaciones Francisco Bilbao y Simón Bolívar de la misma línea.

## Características y entorno

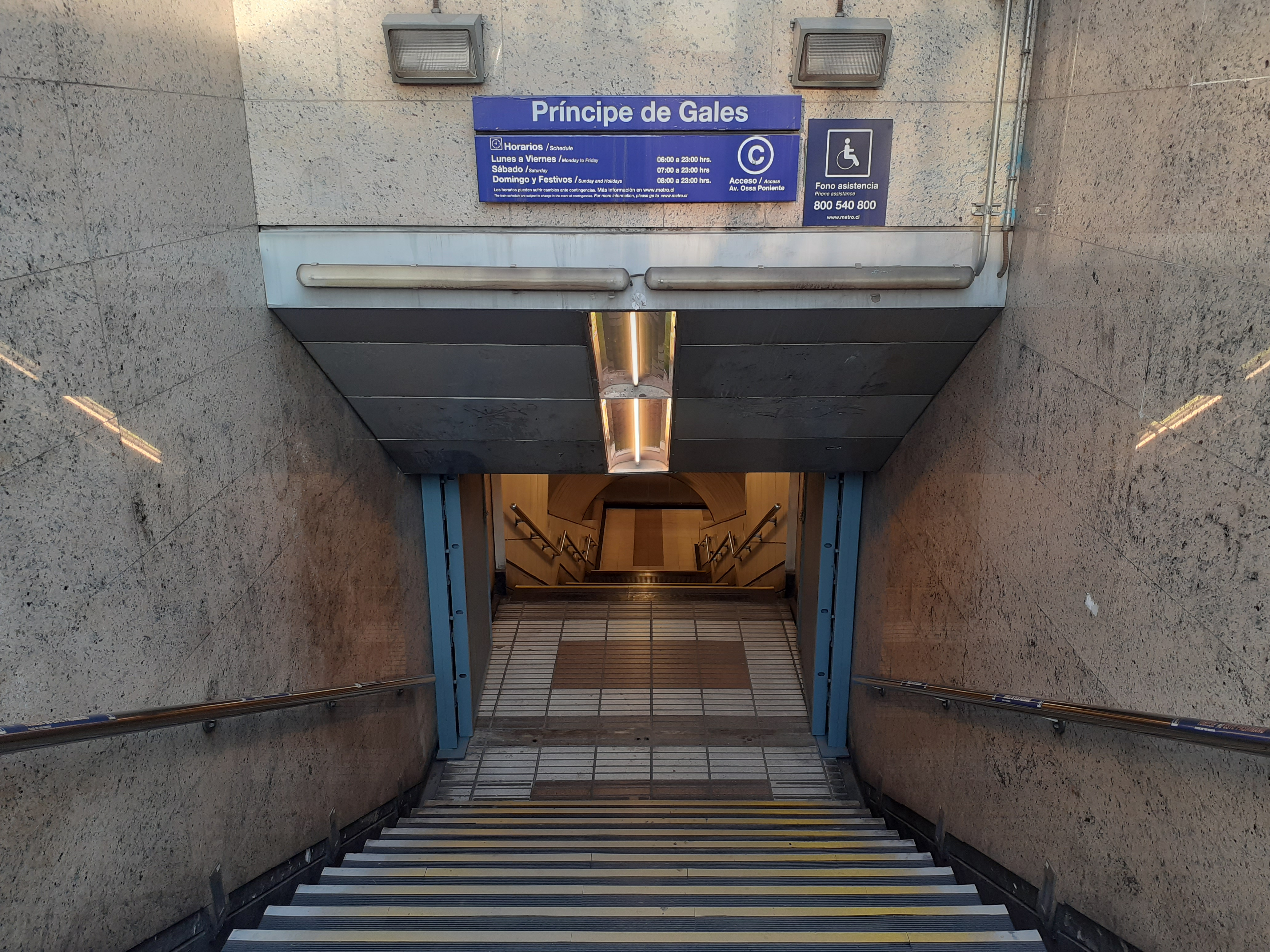
Vista del acceso C a la estación.

El entorno de la estación es un sector residencial acomodado, aunque hay una pequeña presencia comercial, como restaurantes, gasolineras y un exclusivo club social Prince of Wales Country Club, además de algunos colegios de prestigio, como el The Grange School. La estación posee una afluencia diaria promedio de 11 602 pasajeros.
Aquí la Línea 4 desvía su recorrido de Avenida Tobalaba hacia Avenida Circunvalación Américo Vespucio, que en este sector recibe la denominación de Avenida Ossa.

### Accesos
| Acceso | Intersección              |
| ------ | ------------------------- |
| A      | Av. Tobalaba con Av. Ossa |
| B      | Av. Ossa con Av. Tobalaba |
| C      | Av. Ossa con La Verbena   |

## MetroArte

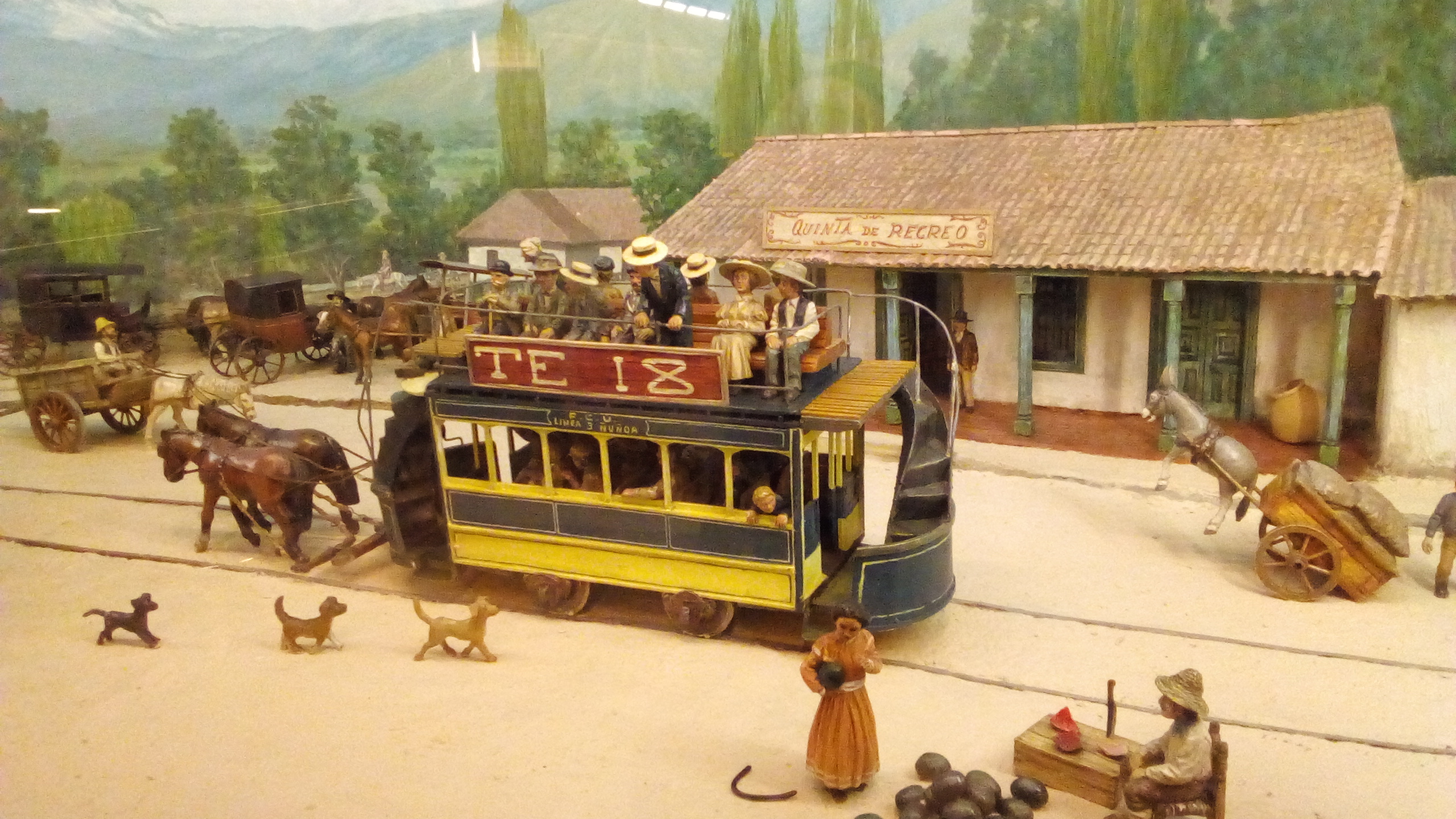
Fragmento de Terminal Línea 3 Ñuñoa del Ferrocarril Urbano.

En el interior de la estación se encuentra presente uno de los dioramas realizados por el artista Zerreitug.
Esta obra, titulada Terminal Línea 3 Ñuñoa del Ferrocarril Urbano, diorama que retrata el fin del servicio de ferrocarril urbano en la estación Ñuñoa. Este servicio realizaba sus operaciones en la Alameda, Av. Vicuña Mackenna, Av. Irarrázaval y finalmente en la Av. Ossa y eran conocidos popularmente como Carros de Sangre.

## Incidencias
El lunes 4 de agosto de 2008, a las 9:01 de la mañana, esta estación fue protagonista del primer accidente entre trenes de la historia del Metro de Santiago. Un tren conducido manualmente chocó a otro detenido en la estación mientras subían y bajaban pasajeros. 
El choque fue por alcance y aproximadamente a 10 km/h, lo que provocó un impacto que dejó cuatro heridos, aunque ninguno de ellos fue de gravedad. El tren que colisionó al coche con pasajeros se dirigía a reparaciones en las Cocheras Quilín.

## Origen etimológico
Su nombre se debe a la desembocadura vial de la Avenida Príncipe de Gales con Avenida Tobalaba y Avenida Ossa, a la altura del límite de las comunas de Ñuñoa y La Reina.

## Galería

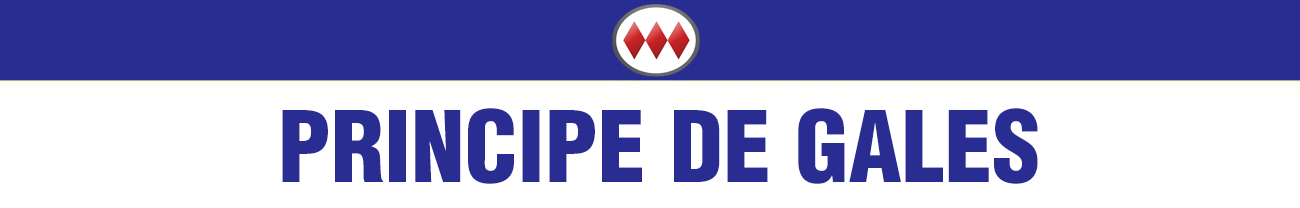
Cenefa utilizada actualmente en la estación.
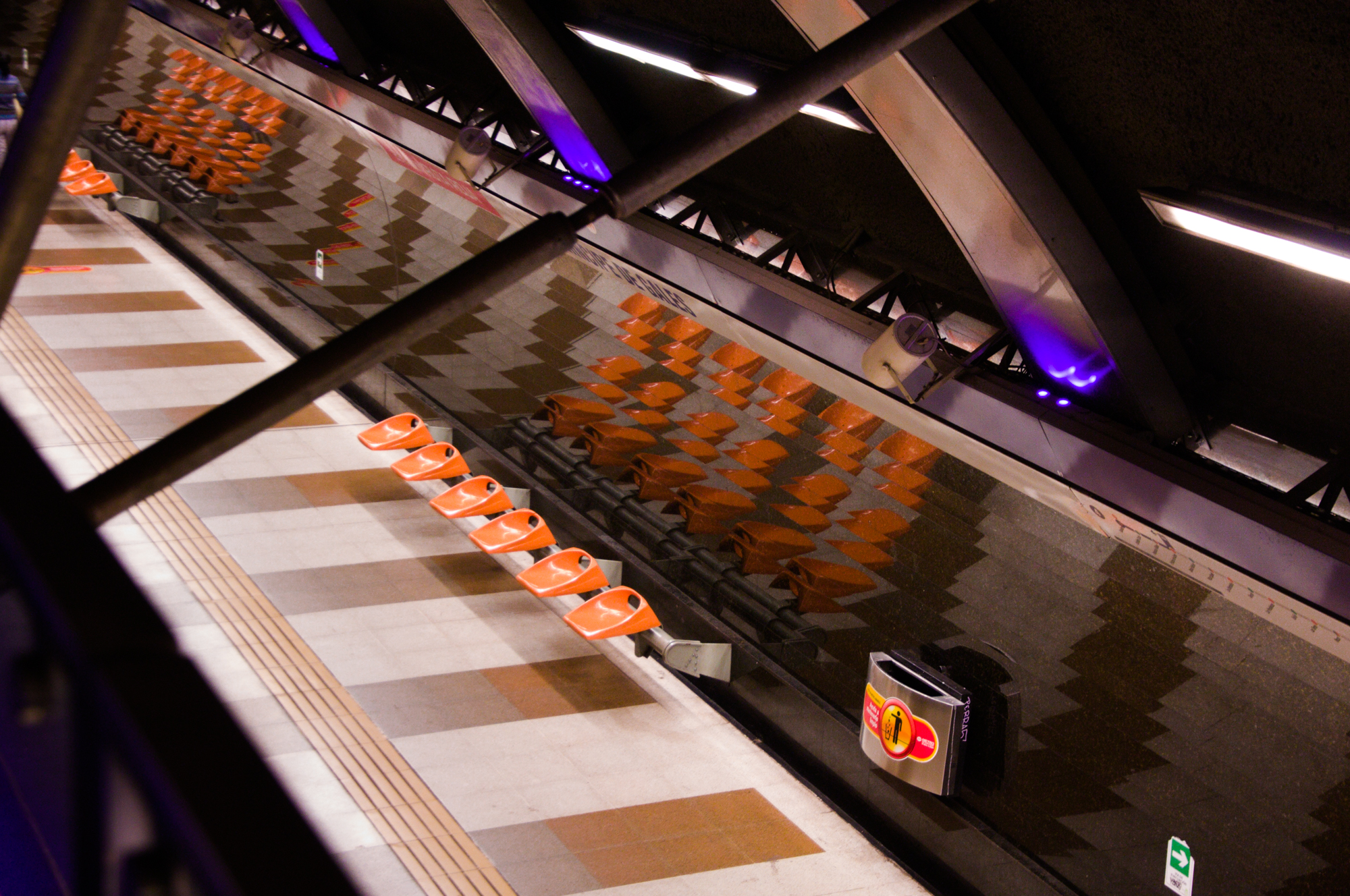
Vista superior de uno de los andenes.

## Conexión con Red Metropolitana de Movilidad
La estación posee 7 paraderos de la Red Metropolitana de Movilidad en sus alrededores, los cuales corresponden a:
| Paradero/ Código                            | Recorridos |
| ------------------------------------------- | --- |
| Parada 1 / Metro Príncipe de Gales (PD185)  | 216 (Pablo de Rokha) - 219e (Metro La Cisterna) - 286 (Mall Alto Las Condes) - 712 (Puente Alto) - D18 (Metro Santa Isabel)                |
| Parada 2 / Metro Príncipe de Gales (PD1116) | 216 (Vitacura) - 219e (Ciudad Empresarial) - 286 (La Pintana) - 712 (La Pirámide)                                                          |
| Parada 3 / Metro Príncipe de Gales (PD184)  | 712 (Puente Alto) - 425 (Lo Hermida) |
| Parada 4 / Metro Príncipe de Gales (PD179)  | 216 (Vitacura) - 286 (Mall Alto Las Condes) - 712 (La Pirámide)                                                                            |
| Parada 5 / Metro Príncipe de Gales (PD357)  | 412 (La Reina) - 418 (Av. Tobalaba) - 420 (Av. Las Torres) - 425 (Lo Hermida) - 429 (Lo Hermida) - 432n (La Reina) - D18 (Álvaro Casanova) |
| Parada 6 / Metro Príncipe de Gales (PD407)  | 412 (Enea) - 418 (Enea) - 420 (Metro Escuela Militar) - 425 (Rigoberto Jara) - 429 (Lo Echevers) - 432n (Maipú)                            |
| Parada 7 / Metro Príncipe de Gales (PD458)  | 412 (La Reina) - 418 (Av. Tobalaba) - 429 (Lo Hermida) - 432n (La Reina)                                                                   |